# Cartier
Cartier – stacja metra w Montrealu, na linii pomarańczowa. Obsługiwana przez Société de transport de Montréal (STM). Znajduje się w Pont-Viau, w mieście Laval.